# Glassvampar
Glassvampar (Hexactinellida) är en klass svampdjur som karakteriseras genom ett fast, ofta genomskinligt nätverk av kiselnålar. De är vanligen fästa på havsbottnen genom isolerade kiselnålar eller hårlika knippen av kiselnålar och lever på stora djup.    
Glassvampar "väver" komplexa strukturer av mikroskopiska tunna silikattrådar genom att bilda små rörformiga "nålar" som ordnas ovanpå varandra i ett rutmönster. Eftersom rutmönstret är instabilt väver de diagonala förstärkningar i vartannat hål i nätet. Det räcker för att göra strukturen stadig, samtidigt som det inte slösar med material. Till formen liknar strukturen en lång cylinder. Strukturen är mycket hållbar och därtill böjlig och därför studerar forskare glassvamparnas trådar med förhoppningen att utröna hur man kan tillverka glasfiber med dessa materialegenskaper för industrin med mera. Ibland händer det att räkor flyttar in i strukturen när de är små och när de har vuxit till sig kan de inte komma ut. Glassvamparnas strukturer var även populära bröllopspresenter i Japan, då de ansågs symbolisera att äktenskapet var för evigt.